# 2007年イギリス労働党党首選挙
2007年イギリス労働党党首選挙 （The 2007 Labour Party Leadership Election）は、イギリスの政党、労働党の党首を決定した選挙。前党首（=イギリスの首相）トニー・ブレアの退陣を受けて実施された。労働党は与党であったため、事実上の首相選挙でもあった。
以前からブレアの盟友であり、後継者と目されていたゴードン・ブラウンが無投票で新党首に選出された。

## 概要
1994年7月21日から党首の座についていたトニー・ブレアの辞任表明を受け、2007年5月10日から開始された。なお、ブレアの退陣に伴い副党首のジョン・プレスコットも辞任を表明したため、副党首選挙も同時に行われている。
ブレアが「4度目の総選挙は次の党首のもとで行われるだろう」と発言した2004年から水面下で次期党首選は始まっていたといえる。彼はまた、2006年9月7日に「1年以内に退陣する」とも述べていたことから、さらに後継者レースは加速した。労働党の幹部機関全国執行委員会（NEC）は2007年5月13日に会合を開き、党首選の日程を決めた。翌5月14日から立候補が受け付けられ、5月17日の12:30に締め切られた。
ブレアは自身の政権で長年財務大臣を務めたブラウンの後継を望むことを表明し、また「ブラウンは素晴らしい首相になるだろう」とも発言した。実際、党首選挙が始まるとブレアはブラウンの推薦人の一人として名を連ねた。党首選の開始以前から、ブラウンの圧倒的優勢が予測され、ブラウン後継のムードが支配的だった。唯一の対立候補、ジョン・マクドネルは立候補に必要な推薦人を確保するのも困難と見られていた。
6月24日、ブラウンは臨時党大会で次期党首に選ばれた。なお、同日に並行して行われていた副党首選挙も決着がつき、ハリエット・ハーマンが副党首に選出されている。6月27日にはブレアが首相を辞任し、ブラウンは正式に首相の座についた。

## 候補者と選挙結果

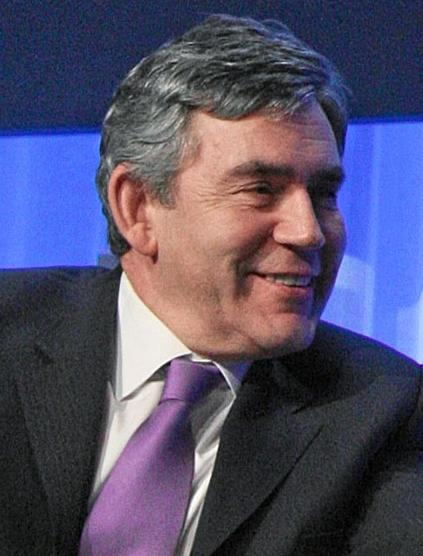
ゴードン・ブラウン
財務大臣

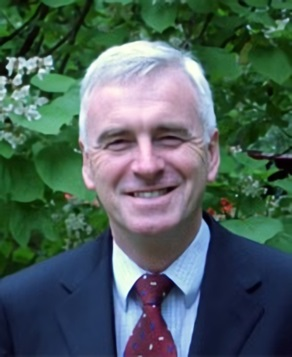
ジョン・マクドネル
キャンペーン・グループ領袖

候補者の推薦が始まった段階で、出馬の可能性があったのは、ゴードン・ブラウンとジョン・マクドネルのみであった。立候補のためには候補者は5月17日までに少なくとも労働党の国会議員のうち12.5％（この党首選では44人）の推薦人を確保することが必要であった。この推薦人取り付けに成功したのはゴードン・ブラウンのみであり、彼は6月24日、臨時党大会にて無投票で党首に選出された。
- ゴードン・ブラウン

トニー・ブレアの首相任期中、10年間に渡り財務大臣を務めた。ブレアの後継者として最有力視され、圧勝ムードの中で313人の推薦人確保に成功した。なお、97年にブレアが労働党党首選挙に出馬した際、2人の間でどちらが出馬するかの話し合いが行われ、結局はブレアが党首となった。このときにブレアがブラウンを後継者とするという密約があったとされている。
- ジョン・マクドネル（John McDonnell）

党内左派グループキャンペーン・グループのリーダー。古い労働党と、ブレアの主張した"ニューレーバー（新しい労働党）"を統合し、"真の労働党"を打ち立てて党を救う、と主張した。当初マクドネルはマイケル・ミーチャーの支持者を取り込もうとしたが、失敗に終わった。立候補締め切りまでに28人の推薦人を集めたが、必要な44人には16人足りなかったため、立候補できず。

## 立候補が予想された候補者達
ブレアが辞任を表明してから、メディアは次期党首候補として様々な候補者達に注目したが、彼らは立候補を否定した。以下、肩書きは当時のもの。
- チャールズ・クラーク（Charles Clarke）

前内務大臣。デイヴィッド・ミリバンドが出馬しないなら、自身が立候補するとしていた。しかし後に態度を変化させ、ブラウンに歩み寄ると共に、党首選出は無投票が望ましいと述べた。次期政権への入閣を希望していたが、ブラウン内閣では登用されなかった。
- ジョン・ハットン

労働および年金大臣。ブラウンへの対抗馬を立てるべきと主張していたが、5月6日、一転してブラウンへの支持を表明した。ブラウン内閣でビジネス・企業および規制改革大臣に就任。
- アラン・ジョンソン（Alan Johnson）

教育技能大臣。周囲からは有力候補の1人として見られていたが、ブラウン支持にまわり、自身は副党首選挙に出馬したが、落選に終わった。ブラウン内閣で保健大臣として入閣。
- マイケル・ミーチャー（Michael Meacher）

前環境大臣。出馬の意欲を見せていたが、推薦人の確保に失敗し、撤退せざるをえなくなった。4月27日にはマクドネルと共に、ブレア退陣の時点で推薦人の人数が少なかったほうが撤退し、もう一方を支援する協定を確認したが、双方の支持者の距離が近すぎることを理由に、後に期限は延期になった。5月14日にはマクドネルへの支持へまわったが、ミーチャーの支持者が全てマクドネルに移ったわけではなかった。
- デイヴィッド・ミリバンド

環境、食料および農村大臣。労働党の若手ホープ。2007年春の段階では、ブレアが彼を後継者とみなし立候補を要請しているのではないかという憶測が強かった。しかし、後に党首選に立候補しないこと、ブラウンを支持することを正式に表明した。ブラウンはミリバンドの立候補を最も恐れていたとも言われ、後のブラウン政権で彼が外務大臣という重要ポストに起用されると、このとき立候補を控えたことへの論功行賞ではないのか、という憶測が流れた。
- アラン・ミルバーン （Alan Milburn）

早々に出馬の意向が全く無いことを表明。それ以前にも不出馬を仄めかしていた。
- ジョン・リード

内務大臣。出馬の意向については明らかにしていなかったが、5月6日にブラウンへの支持と、ブレア退陣と共に内閣を去ることを表明した。
- ジャック・ストロー

庶民院院内総務・王璽尚書。 5月25日、ゴードン・ブラウンへの支持を表明。ブラウンが首相に就任すると、大法官兼法務大臣に任命された。

## 参照
1. ↑  Prescott tells Labour: I'm sorry 2006-09-28 BBC News Online
2. ↑  Prescott quits as Deputy Leader 2007-05-10 BBC News Online
3. ↑  I will quit within a year — Blair 2006-09-07 BBC News Online
4. ↑  Labour leader election timetable 2007-03-21 BBC News
5. ↑  Blair will stand down on 27 June 2007-05-10 BBC News
6. ↑  Harman wins deputy leader contest 2007-06-24 BBC News Online
7. ↑  Miliband could still succeed me - Blair 2007-03-25 The Guardian
8. ↑  Brown to be PM 'in weeks' - Blair 2007-05-01 BBC News
9. ↑  Stage set for Brown 'coronation' 2007-05-06 BBC News Online
10. ↑  Gordon Brown, man in waiting to become Britain's next prime minister, is largely an enigma 2007-05-10 International Herald Tribune
11. ↑  Brown set to become PM with no contest 2007-05-06 FT.com
12. ↑  Queen and Government British Monarchy
13. ↑  Labour leadership, close of nominations 2007-05-17 Labour Party
14. ↑  Brown will enter No 10 unopposed 2007-05-16 BBC News
15. ↑  Brown trying to prevent contest, claims McDonne 2007-05-16The Guardian
16. ↑  Labour MP launches leadership bid 2006-07-14 BBC News
17. ↑  Challenging Brown from the Left? Meacher and McDonnell interviewed 2007-05-11 Red Pepper
18. ↑  McDonnell short for leadership race 2007-05-15 Reuters
19. ↑  Clarke ready to run for leader 2007-04-01 Sunday Times
20. ↑  Clarke rules out leadership with praise for Brown 2007-05-03
21. ↑  Clarke 'will not challenge Brown' 2007-05-04 BBC News
22. ↑  Will Blair and Brown get their way? 2006-09-06 BBC News
23. ↑  Reid gives Brown clear run to No 10 2007-05-06 Scotland on Sunday
24. ↑  Johnson fuels leadership speculation 2006-09-26 BBC News
25. ↑  Left rivals unite to target Brown 2007-04-27 BBC News
26. ↑  Brown 'faces McDonnell challenge' 2007-05-14 BBC News
27. ↑  Labour slump may spark Miliband challenge 2007-03-28 The Daily Telegraph
28. ↑  Beckett warns Miliband not to run 2007-03-31 BBC News
29. ↑  Miliband: I will not be seduced into leadership bid 2007-04-11 The Guardian
30. ↑  Miliband 'won't run for leader' 2007-04-17 BBC News
31. ↑  Labour leadership contenders 2007-05-10 BBC News
32. ↑  Blair backs Brown as chancellor launches campaign 2007-05-11 The Guardian
33. ↑  Reid's end-of-rally job pitch 2006-09-28 BBC News
34. ↑  Reid to quit as home secretary 2007-05-06 BBC News
35. ↑  Straw to run Brown leadership bid 2007-03-25 BBC News
36. ↑  Brown unveils huge Cabinet revamp 2007-06-28 BBC News